# Allorbimorphus haigae
Allorbimorphus haigae är en kräftdjursart som beskrevs av M. Bourdon 1976. Allorbimorphus haigae ingår i släktet Allorbimorphus och familjen Bopyridae. Inga underarter finns listade i Catalogue of Life.

## Bildgalleri

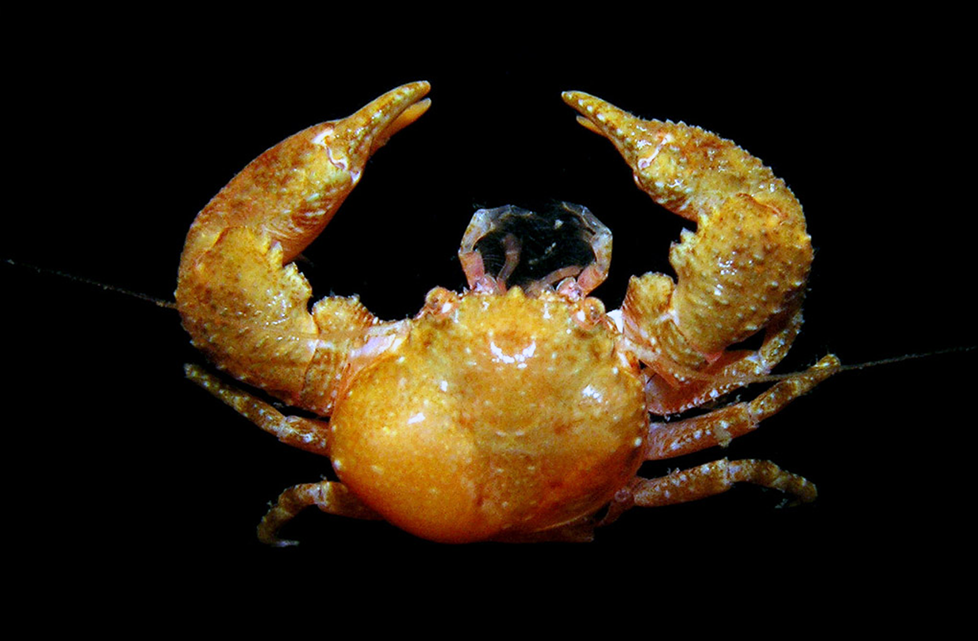